# Campylopus atrovirens
Campylopus atrovirens là một loài Rêu trong họ Dicranaceae. Loài này được De Not. mô tả khoa học đầu tiên năm 1838.